# جون بول ميير
جون بول ميير (باللاتينية: John Paul Meier) عالم كتاب وقس كاثوليكي ألف 9 كتب وأكثر من 60 مقالة أكاديمية، وهو رئيس رابطة الكتاب المقدس الكاثوليكية وكان أستاذا في الجامعة الكاثوليكة الأمريكية قبل أن يصبح أستاذ العهد الجديد في قسم الثيولوجيا في جامعة نوتردام.

## يهودي هامشي: إعادة التفكير في يسوع التاريخي
ألف سلسلة نقدية مشهورة تستعمل طريقة البحث النقدي التاريخي لتحديد يسوع الناصري وأهدافه. يقترح جون ميير أن مثل هذا البحث قد يحصل على موافقة الباحثين الكاثوليك والبروتستانت واليهود والغنوصيين.
يفرق في الجزء الأول (1991) بين يسوع التاريخي ويسوع الكتاب المقدس حيث يحلل مصادر العهد الجديد والأعمال غير القانونية مثل الأغرافا وأناجيل الأبوكريفا مثل إنجيل توماس بالإضافة إلى كتابات يوسفوس وكتابات يهودية وأعمال رومانية من القرن الثاني. يفترض في الصفحات 168-177 المعايير الأساسية التالية للتمييز بين ما صدر عن يسوع وما صدر عن الكنيسة المبكرة:
1. معيار الإحراج: فلم يخترع ما يمكن أن يسبب صعوبات للكنيسة المبكرة؟
2. معيار الانقطاع: لم ترفض أقوال وأعمال عيسى التي لا يمكن اشتقاقها من يهودية عصره أو المسيحية المبكرة؟
3. معيار الإثبات المتعدد: هل الأكثر منطقية رفض كلمات وأقوال وأعمال نسبت إلى يسوع في أكثر من مصدر أدبي مستقل (مثل مرقس وق وبولس ويوحنا) أو أكثر من نوع أدبي (مثل المثل أو نبؤة أو قصة معجزة)؟
4. معيار التناسق: بافتراض ادعاءات تاريخية المعايير السابقة هل أقول وأفعال يسوع المختلفة متعارضة بوضوح؟
5. معيار الرفض والعذر: إن انتهت وظيفة يسوع بشكل عنيف علنا فما هي أقواله وأفعاله التي يمكن أن تجذب عداوة الناس خاصة الأعيان؟

تستعمل المعايير جميعها بالتناسق لكن يبقى كل إدعاء مرجحا وليس أكيدا.
في الجزء الثاني (1994) هناك ثلاثة أقسام رئيسية:
- علاقة يسوع مع يوحنا المعمدان كموجه
- رسالة يسوع عن مملكة الله
- روايات معجزات يسوع في العقول القديمة والحديثة.